# Dicranella subfalcularia
Dicranella subfalcularia là một loài rêu trong họ Dicranaceae. Loài này được Thér. mô tả khoa học đầu tiên năm 1925.